# Федеральні стандарти обробки інформації
Федеральні стандарти обробки інформації (англ. FIPS, Federal Information Processing Standards) — це стандарти з публічним доступом, що розроблені федеральним урядом Сполучених Штатів Америки для використання в комп'ютерних системах невійськових державних установах та їх підрядників. Багато специфікацій FIPS є модифікованими версіями інших широко розповсюджених стандартів, як-от ANSI, IEEE, ISO тощо.
Деякі стандарти FIPS були розроблені урядом США «з нуля» — наприклад, коди країн, а також такі криптографічні стандарти як DES (FIPS 46) та AES (FIPS 197).
Стандарти FIPS для кодування назв країн та регіонів подібні до ISO 3166 й NUTS.